# 石丸電気本店ビル
石丸電気本店ビル（いしまるでんきほんてんビル）は、東京都千代田区外神田1丁目にかつて存在した商業施設ビル。

## 概要
（旧）石丸電気本店を改築し、西側の本店ビデオセンターと合体させる形で1995年11月に開店。
2012年9月にエディオン秋葉原本店へ改装したが、2013年3月20日に閉店し、エディオンAKIBA店へ統合となった。
エディオンの閉店後、併設の駐車場のみ一時営業していたものの空き店舗状態が続いていた。
土地・建物は住友不動産に売却され、再開発のため2014年に近接のビル2棟とともに解体された。
現在は住友不動産による再開発が行われており、2019年に「住友不動産秋葉原ファーストビル」が竣工した。